# حسام‌الدین عالم شاه
سلطان سر حسام‌الدین عالم شاه الحاج ابن سلطان علاءالدین سلیمان شاه (جاوی: سلطان حسام الدین عالم شاه الحاج ابن المرحوم سلطان علاءالدین سلیمان شاه؛ ۱۳ مه ۱۸۹۸–۱ سپتامبر ۱۹۶۰) دومین یانگ دی پرتوان آگونگ مالایا از ۱۴ آوریل تا ۱ سپتامبر ۱۹۶۰، و ششمین سلطان سلانگور بین سال‌های ۱۹۳۸–۱۹۴۲ و ۱۹۴۵–۱۹۶۰ بود.

## اوان زندگی
وی سومین پسر سلطان علاءالدین سلیمان شاه ابن راجا مودا موسی بود. از بدو تولد او تنگکو عالم شاه نامیده می‌شد. از آن جا که او دو برادر ناتنی بزرگ‌تر داشت، انتظار نمی‌رفت در کسب سلطنت موفق شود.
وی که در کالج مالایی کوالا کنگسر تحصیل کرده بود، در تأسیس انجمن پسران کالج مالایی (MCOBA) در سال ۱۹۲۹ نقش اساسی داشت.

## اختلاف در سلطنت سلانگور
سلطان علاءالدین سلیمان شاه فرزندان زیادی داشت، سه پسر اول او به ترتیب زمان تولد، تنگو موسی‌الدین، تنگکو بدر شاه و تنگکو عالم‌شاه بودند. دو پسر اول از همسر اول وی، از خاندان سلطنتی کداح بودند. در سال ۱۹۲۰، موسی‌الدین به عنوان وارث سلطنت تعیین شد.
با این حال، به تحریک نماینده انگلیس، تئودور ساموئل آدامز (۱۸۸۵–۱۹۶۱؛ مشغول به کار ۱۹۳۵–۱۹۳۷)، تنگکو موسی‌الدین به دلیل «رفتار نامناسب» در سال ۱۹۳۴ از مقام وارث سلطنت برکنار گشت. آدامز وی را به قماربازی متهم کرده بود. با این حال، بسیاری از مالایی‌ها در سلانگور معتقد بودند که دلیل اصلی اخراج تنگکو موسی‌الدین امتناع وی از اجرای دستورها آدامز بوده‌است.
در ۲۰ ژوئیه ۱۹۳۶، تنکگو عالم شاه به عنوان وارث سلطنت سلانگور برگزیده گشت.

## اول سلطنت کن
تنگکو عالم شاه در ۴ آوریل ۱۹۳۸ و چهار روز پس از مرگ پدرش سلطان سلانگور. در ۲۶ ژانویه ۱۹۳۹ وی در کلانگ تاجگذاری کرد. تنگکو موسی‌الدین شخصاً مدیریت مراسم را بر عهده داشت.

## اشغال ژاپنی‌ها
در ۱۵ ژانویه ۱۹۴۲، سرهنگ فوجی یاما، فرماندار نظامی ژاپن در سلانگور، سلطان حسام‌الدین عالم شاه را به کاخ پادشاهی کوالالامپور احضار کرد. سلطان در مصاحبه ای با سرلشکر میناکی اعتراف کرد که وی در حمایت از انگلیسی‌ها سخنرانی کرده ولی این کار به اجبار نمایندگان انگلیس انجام شده بود. ژاپنی‌ها سلطان عالم شاه را برکنار کردند و در نوامبر ۱۹۴۳، تنگکو موسی‌الدین را به عنوان سلطان موسی غیاث‌الدین ریاات شاه، بر تخت سلطنت سلانگور نشاندند.
سلطان حسام الدین عالم شاه از همکاری با ژاپنی‌ها امتناع ورزید و در سال ۱۹۴۳، کمک هزینه ای را که به وی و فرزندانش اعطا شده بود، نپذیرفت.

## دوره دوم سلطنت سلانگور
بازگشت انگلیسی‌ها سرانجام سلطان حسام‌الدین عالم شاه را به سلطنت بازگرداند، در حالی که سلطان موسی‌الدین به جزایر کوکوس تبعید شد. اگرچه او پیمان اتحادیه مالایا را امضا کرده بود، مانند همه حاکمان مالایی بعداً آن را رد کرد و از تلاش ملی گرایان مالایی برای سرنگونی این طرح حمایت آشکار نمود.
در ۱ مارس ۱۹۴۶، سلطان علم شاه اولین کنگره وحدت مالایی را در سالن سلطان سلیمان در کوالالامپور برگزار کرد که در استقلال خواهی مردم مالایا نقش بسزایی ایفا داشت.

## انتخاب به عنوان معاون پادشاه
در ۳۱ اوت ۱۹۵۷، با هشت رأی، سلطان حسام‌الدین عالم شاه به عنوان معاون یانگ دی پرتوان آگونگ مالایا انتخاب شد.

## انتخاب به عنوان پادشاه
پس از مرگ عبدالرحمان، دوره پادشاهی وی از ۱۴ آوریل ۱۹۶۰ آغاز شد. در ۳۰ ژوئیه ۱۹۶۰ او پایان وضعیت اضطراری در مالایا را اعلام کرد.

## مرگ و تشییع جنازه
سلطان حسام‌الدین عالم شاه در اول سپتامبر ۱۹۶۰، در ۶۲ سالگی و بر اثر یک بیماری ناشناخته در کوالالامپور درگذشت. وی در ۳ سپتامبر ۱۹۶۰ در مقبره سلطنتی در نزدیکی مسجد سلطان سلیمان در کلنگ، سلانگور به خاک سپرده شد.

## زندگی شخصی و خانوادگی
سلطان حسام‌الدین علم شاه حداقل دو بار ازدواج کرد:
1. در سال ۱۹۱۹ با راجه جماعه بنت احمد (۱۹۰۰–۱۹۷۳)، یک شاهدخت سلطنتی سلانگور ازدواج کرد.
2. در سال ۱۹۲۷ با کلثوم بنت محمود (۱۹۰۵–۱۹۹۰) پیمان زناشویی بست.

پس از او پسر راجه جماعه، تنگکو عبدالعزیز شاه، به عنوان سلطان سلانگور جانشین وی شد و عنوان سلطان صلاح الدین عبدالعزیز شاه را بدست آورد. سلطان صلاح‌الدین بعداً یازدهمین یانگ دی پرتوان آگونگ شد و مانند پدرش در حالی که مشغول به کار بود، درگذشت.

## عناوین ملی و بین‌المللی

### عناوین مالایایی
- فدراسیون مالایا:
  - پیوند= عالی‌ترین نشان پادشاهی (۳۱ اوت ۱۹۵۸)[۱۱]

### عناوین خارجی
- بریتانیا:
  -  شوالیه نشان سنت مایکل و سنت جورج (۱۹۳۸)
  -  مدال نقره پادشاه جورج پنجم (۱۹۳۵)
  -  مدال تاجگذاری جرج ششم (۱۹۳۷)
  -  مدال تاجگذاری ملکه الیزابت دوم (۱۹۵۳)
- برونئی:
  -  نشان لیلا اوتاما (۲۴ سپتامبر ۱۹۵۸)

### نامگذاری مکان‌ها به نام وی
چندین مکان به نام وی نامگذاری شده‌اند، از جمله:
- کالج اسلام سلطان علم شاه (که قبلاً به کالج اسلام کلانگ معروف بود) به نام وی نامگذاری شد.
- سکولا علم شاه (سکولا سلطان علم شاه فعلی) ابتدا در چراس و سپس پوتراجایا به نام وی نامگذاری شد.
- همچنین به افتخار وی شهر شاه علم و ایستانا عالم شاه در کلانگ نامگذاری شد.
- خیابان سلطان هشام‌الدین (خیابان پیروزی سابق)، کوالالامپور به نام وی نامگذاری شد
- قبرستان شاه عالم
- مدار شاه عالم
- شاهراه شاه عالم
- آرامگاه سلطنتی شاه عالم
- تئاتر شاه عالم رویال
- ورزشگاه شاه عالم
- بزرگراه شاه عالم - پوچونگ
- موزه سلطان عالم شاه
- مدرسه شاه عالم، یک مدرسه ابتدایی در شاه عالم، سلانگور
- مدرسه سلطان شاه عالم، دبستانی در پتالینگ جایا، سلانگور
- مدرسه سلطان شاه عالم، دبستانی در پتالینگ جایا، سلانگور
- مدرسه سلطان حسام‌الدین شاه عالم، یک مدرسه ابتدایی در کوالالامپور
- مدرسه شاه عالم، یک مدرسه متوسطه در شاه عالم، سلنگور
- مدرسه سلطان حسام‌الدین، یک مدرسه متوسطه در کلانگ، سلانگور
- بیمارستان شاه عالم در شاه عالم، سلانگور
- پارک گیاه‌شناسی ملی شاه عالم
- ایستگاه LRT پرشیاران حسام‌الدین

## دانستنی‌ها
1. دوران سلطنت وی کوتاهترین دوران سلطنت برای هر یانگ دی پرتوان آگونگ بود که تنها ۱۳۹ روز به طول انجامید. سلطنت پسرش، از ۲۱ سپتامبر ۱۹۹۹ و ۲۱ نوامبر ۲۰۰۱، دومین دوره کوتاه مدت برای دو سال و شصت و دو روز بود.
2. او تنها یانگ دی پرتوان آگونگ است که هرگز به‌طور رسمی منصوب نشده‌است.
3. او تنها یانگ دی پرتوان آگونگ است که هرگز در ایستانا نگارای کوالالامپور زندگی نکرده‌است.
4. او آخرین یانگ دی پرتوان آگونگ بود که خطبه نماز جمعه را خودش خواند.